# Banda de 2m
Banda VHF, local por excelencia, es muy utilizada por los radioaficionados locales para mantenerse en contacto con sus pares en un radio de unos 160 km. Es frecuente escuchar radioaficionados discutiendo sobre técnicas de construcción, proveedores, antenas, etc. 
El  modo de emisión habitual es la FM. 
Los radioaficionados usan frecuentemente repetidores. Para evitar interferencias, se usa una frecuencia para emitir hacia el repetidor, el cual retransmite el audio en otra frecuencia (en Europa, es una frecuencia 600 kHz superior, en la función en la que la mayoría de los equipos tienen señalada como RPT (RPT, del inglés Repeater: repetidor); en algunos países de América Latina es, por debajo de 147 MHz, de 600 kHz en menos, y por encima de 147 MHz, de 600 kHz en más).
Sin embargo, la banda de 2 m también es una banda DX, utilizando propagación troposférica, auroras boreales, aperturas "Esporádicas E" u otros fenómenos.

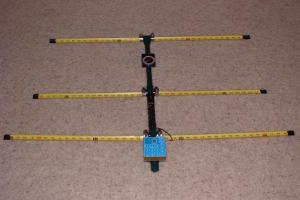
Antena direccional para la orientación por radio

Esta banda se utiliza también para la radiolocalización u orientación por radio, un deporte que consiste en encontrar una baliza usando un radioreceptor y una antena direccional, para lo cual no hace falta una licencia de radioaficionado.
La frecuencia de 144.800 MHz en la Región 1 es la frecuencia del modo APRS, un modo digital que permite la geolocalización de radioaficionados utilizando un simple receptor GPS para obtener las coordenadas geográficas acoplado via una interfaz a un transmisor de la banda de 2 m.
También esta banda se usa para practicar el reflejo de emisiones en la luna ("moonbounce", en inglés), para lo cual se utiliza telegrafía lenta por su alta relación señal-ruido, transmisores potentes, y apilamientos de antenas Yagi

## Antenas

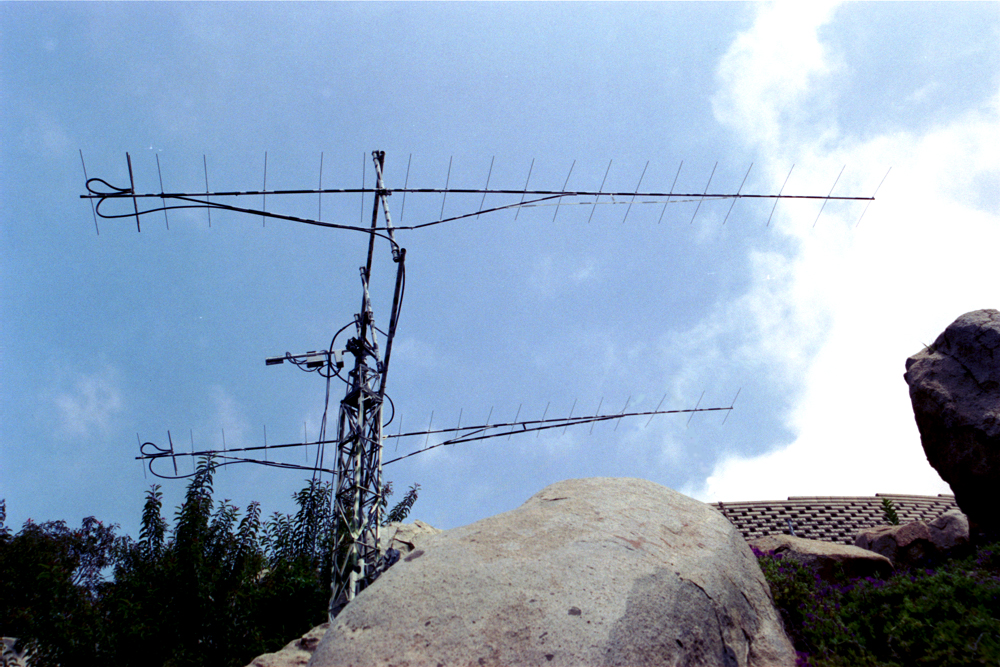
Un conjunto de 2 antenas Yagi para banda de 2 m.

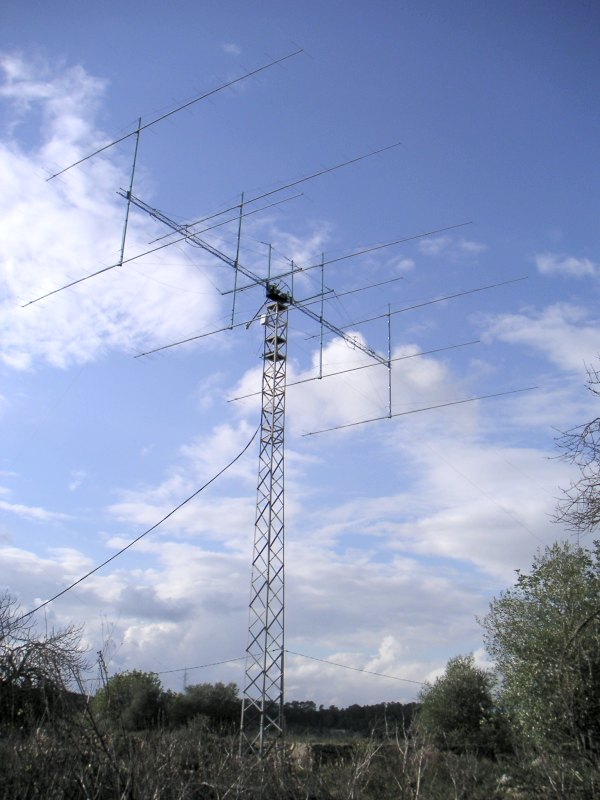
Conjunto de 8 antenas Yagi para 2 m de EA6VQ.

Las antenas son portables y de tamaño sumamente razonable; una antena vertical del tipo cuarto de onda para un auto mide apenas 50 cm de alto.
Por convención, en el modo F3E (telefonía por frecuencia modulada) se utiliza la polarización vertical, que es la polarización natural cuando se usan antenas verticales en móviles. 
Para el DX, se utiliza la polarización horizontal, en la cual las antenas más utilizadas son las antenas direccionales: Yagis, HB9CV, dipolos, quad cúbicas, etc.

## Propagación
Todos los modos de propagación existen, sin embargo, la propagación es caprichosa y depende de muchos factores, como por ejemplo, la existencia de una inversión de temperatura en la estratósfera. Por lo general, a causa de las inversiones de temperatura, la propagación es favorable durante la mañana y en verano; también existen condiciones favorables durante las lluvias de meteoritos, las auroras boreales (donde por la gran distorsión, se usa la telegrafía de baja velocidad), y las Esporádicas-E. En algunos de estos casos, se han obtenido rendimientos superiores a los 400 km.

## Ancho de banda

### Región 1
En la Región 1: de 144 a 146 MHz

### Región 2 y 3
En la Región 2 y 3: de 144 a 148 MHz

## Páginas de propagación en 2 m en tiempo real
- Mapas de propagación en tiempo real
- Ticker de propagación en VHF en tiempo real
- Ticker del APRS en tiempo real en Valladolid capital

- Datos: Q209421